# Эскаланте, Гонсало
Гонсало Эскаланте (исп. Gonzalo Escalante; родился 27 марта 1993 года, Белья-Виста, Аргентина) — аргентинский футболист, полузащитник клуба «Кадис».

## Клубная карьера
Эскаланте — воспитанник клуба «Бока Хуниорс». Гонсало был капитаном молодёжной команды «Боки» и помог юношам выиграть молодёжное первенство. В 2013 году он был включён в заявку основной команды. 13 апреля в матче против «Сан-Мартин Сан-Хуан» Эскаланте дебютировал в аргентинской Примере, заменив во втором тайме Клементе Родригеса. Гонсало редко выходил на поле и решил покинуть команду.
Летом 2014 года Эскаланте на правах аренды перешёл в итальянскую «Катанью». 12 октября в матче против «Бари» он дебютировал в итальянской Серии B. 28 октября в поединке против «Виртус Энтелла» Эскаланте забил свой первый гол за новую команду. Главному тренеру «Катании», Маурисио Пеллегрино понравилась игра Гонсало и его трансфер был выкуплен у «Бока Хуниорс» за 400 тыс. евро. В начале 2015 года в «Катании» сменился тренер и Эскаланте перестал попадать в основной состав, выходя в основном на замену.
Летом 2015 года для получения игровой практики Гонсало на правах аренды перешёл в испанский «Эйбар». 24 августа в матче против «Гранады» он дебютировал в Ла Лиге. В этом же поединке Эскаланте забил свой первый гол за «Эйбар». Гонсало хорошо вписался в игру новой команды и спустя полгода руководство одобрило его переход на постоянной основе. Контракт был подписан до 2020 года, сумма трансфера составила 750 тыс. евро.
13 января 2020 года Эскаланте пополнил состав итальянского «Лацио», подписав контракт на четыре года. В 2022 году, на правах аренды, выступал за «Алавес» и «Кремонезе».
25 января 2023 года стало известно, что остаток сезона Эскаланте проведет в испанском клубе «Кадис» на правах аренды.